# Алексииды
Алексииды (лат. Alexiidae) — семейство насекомых из отряда жесткокрылых.

## Распространение
Распространение видов семейства ограничивается Палеарктическим регионом, они встречаются от южной части Европы до Северной Африки и Малой Азии. Но ещё два не описанных рода, которые могут быть отнесены к этому семейству, распространены в Юго-Восточной Азии и Неотропике.

## Описание
Взрослые жуки в длину не превышают 2 мм, имеют сферическое тело, покрытое короткими, тонкими волосками.

## Экология
Имаго находят в листовом опаде, гниющей древесной коре и грибах. Питаются плодовыми телами грибов. 

## Систематика
Род делится на 4 подрода:
- Lamprosoma
- Arthrosphaerula
- Neosphaerula
- Sphaerosoma

В семействе насчитывается 53 вида из единственного рода:
- семейство: Alexiidae Imhoff, 1856
  - род: Sphaerosoma Samouelle, 1819
    - вид: Sphaerosoma algiricum (Reitter, 1889)
    - вид: Sphaerosoma alutaceum (Reitter, 1883)
    - вид: Sphaerosoma antennarium Apfelbeck, 1909
    - вид: Sphaerosoma apuanum Reitter, 1909
    - вид: Sphaerosoma asiaticum Roubal, 1932
    - вид: Sphaerosoma basicollis (Fairmaire, 1893)
    - вид: Sphaerosoma bicome Peyerimhoff, 1917
    - вид: Sphaerosoma bosnicum (Reitter, 1885)
    - вид: Sphaerosoma carniolicum Apfelbeck, 1915
    - вид: Sphaerosoma carpathicum (Reitter, 1883)
    - вид: Sphaerosoma circassicum (Reitter, 1888)
    - вид: Sphaerosoma clamboides (Reitter, 1888)
    - вид: Sphaerosoma compressum (Reitter, 1901)
    - вид: Sphaerosoma corcyreum (Reitter, 1883)
    - вид: Sphaerosoma csikii Apfelbeck, 1915
    - вид: Sphaerosoma diversepunctatum Roubal, 1932
    - вид: Sphaerosoma fiori Ganglbauer, 1899
    - вид: Sphaerosoma globosum (Sturm, 1807)
    - вид: Sphaerosoma hemisphaericum Ganglbauer, 1899
    - вид: Sphaerosoma hispanicum Obenberger, 1917
    - вид: Sphaerosoma laevicolle (Reitter, 1883)
    - вид: Sphaerosoma latitarse Apfelbeck, 1915
    - вид: Sphaerosoma lederi (Reitter, 1888)
    - вид: Sphaerosoma leonhardi Apfelbeck, 1915
    - вид: Sphaerosoma libani Sahlberg, 1913
    - вид: Sphaerosoma maritimum (Reitter, 1904)
    - вид: Sphaerosoma merditanum Apfelbeck, 1915
    - вид: Sphaerosoma meridionale (Reitter, 1883)
    - вид: Sphaerosoma nevadense (Reitter, 1883)
    - вид: Sphaerosoma normandi Peyerimhoff, 1917
    - вид: Sphaerosoma obscuricorne Obenberger, 1917
    - вид: Sphaerosoma obsoletum (Reitter, 1883)
    - вид: Sphaerosoma paganetti Obenberger, 1913
    - вид: Sphaerosoma pilosellum (Reitter, 1877)
    - вид: Sphaerosoma pilosissimum (Frivaldszky, 1881)
    - вид: Sphaerosoma pilosum (Panzer, 1793)
    - вид: Sphaerosoma pubescens (Frivaldszky, 1881)
    - вид: Sphaerosoma punctatum (Reitter, 1878)
    - вид: Sphaerosoma puncticolle (Reitter, 1883)
    - вид: Sphaerosoma purkynei Obenberger, 1917
    - вид: Sphaerosoma quercus Samouelle, 1819
    - вид: Sphaerosoma rambouseki Apfelbeck, 1916
    - вид: Sphaerosoma reitteri (Ormay, 1888)
    - вид: Sphaerosoma rotundatum Obenberger, 1913
    - вид: Sphaerosoma scymnoides (Reitter, 1885)
    - вид: Sphaerosoma seidlitzi (Reitter, 1889)
    - вид: Sphaerosoma shardaghense Apfelbeck, 1915
    - вид: Sphaerosoma solarii Reitter, 1904
    - вид: Sphaerosoma sparsum Reitter, 1909
    - вид: Sphaerosoma sturanyi Apfelbeck, 1909
    - вид: Sphaerosoma subglabrum Peyerimhoff, 1917
    - вид: Sphaerosoma sublaeve (Reitter, 1883)
    - вид: Sphaerosoma tengitinum Peyerimhoff, 1917
    - вид: Sphaerosoma vallombrosae (Reitter, 1885)
    - вид: Sphaerosoma winneguthi Apfelbeck, 1915